# بي إم بي-2
بي إم بي-2 (بالإنجليزية: BMP-2)‏ (بالروسية: БМП-2) هي تطوير للعربة المدرعة السوفيتية BMP-1، ويتمثل الاختلاف الرئيسي بينهما في تزويدها ببرج كبير، يَسَع فردَين؛ وبمدفع من عيار 30 مم؛ وقاذف متعدد الأنابيب، مركب فوق البرج، لإطلاق الصواريخ الموجَّهة، المضادة للدبابات.
إزاء، الصعوبات التي عانتها العربة BMP-1، بدأ، إنتاج العربة BMP-2؛ وشوهدت، أول مرة، عام 1982، في الميدان الأحمر، في موسكو. وشاركت في قتال الجيش الروسي، في حربه في أفغانستان؛ واستخدمتها، في حرب الخليج الثانية، القوات العراقية والجيش الكويتي.

## المواصفات
موصفات المدرعة:
الطاقم: 3 أفراد
الحمولة من دون الطاقم :7 أفراد
الوزن بالتجهيزات القتالية «الوزن بشدة القتال» 14.3 طناً
القدرة النوعية: 20.3 حصاناً/ طناً
السرعة القصوي: 65 كم/ ساعة
أقصى سرعة في الماء: 7 كم/ ساعة
أقصى مدى على الطرق: 550 - 600 كم
السعة الكلية لخزانات الوقود: 463 لتراً
المحرك: محرك، موديل (UTD - 20) ذو 6 اسطوانات بقوة 300 حصان على سرعة دوران 2600 دورة في الدقيقة
أجهزة نقل الحركة: مزود بخمس سرعات أمامية، وسرعة خلفية واحدة.
النظام الكهربائي: 22 ـ 29 فولت.
البطاريات: بطاريتان، السعة الكلية 140 أمبير/ ساعة.
التدريع: 15-20 مم

## التسليح
مدفع رئيسي: 1500 قذيفة عيار 30 مم
رشاش متحد المحور مع المدفع الرئيسي: من عيار 7.62 مم.
- قاعدة إطلاق صواريخ من نوعي وعدد 5 صواريخ ATGW "Spigot" , Spandrel

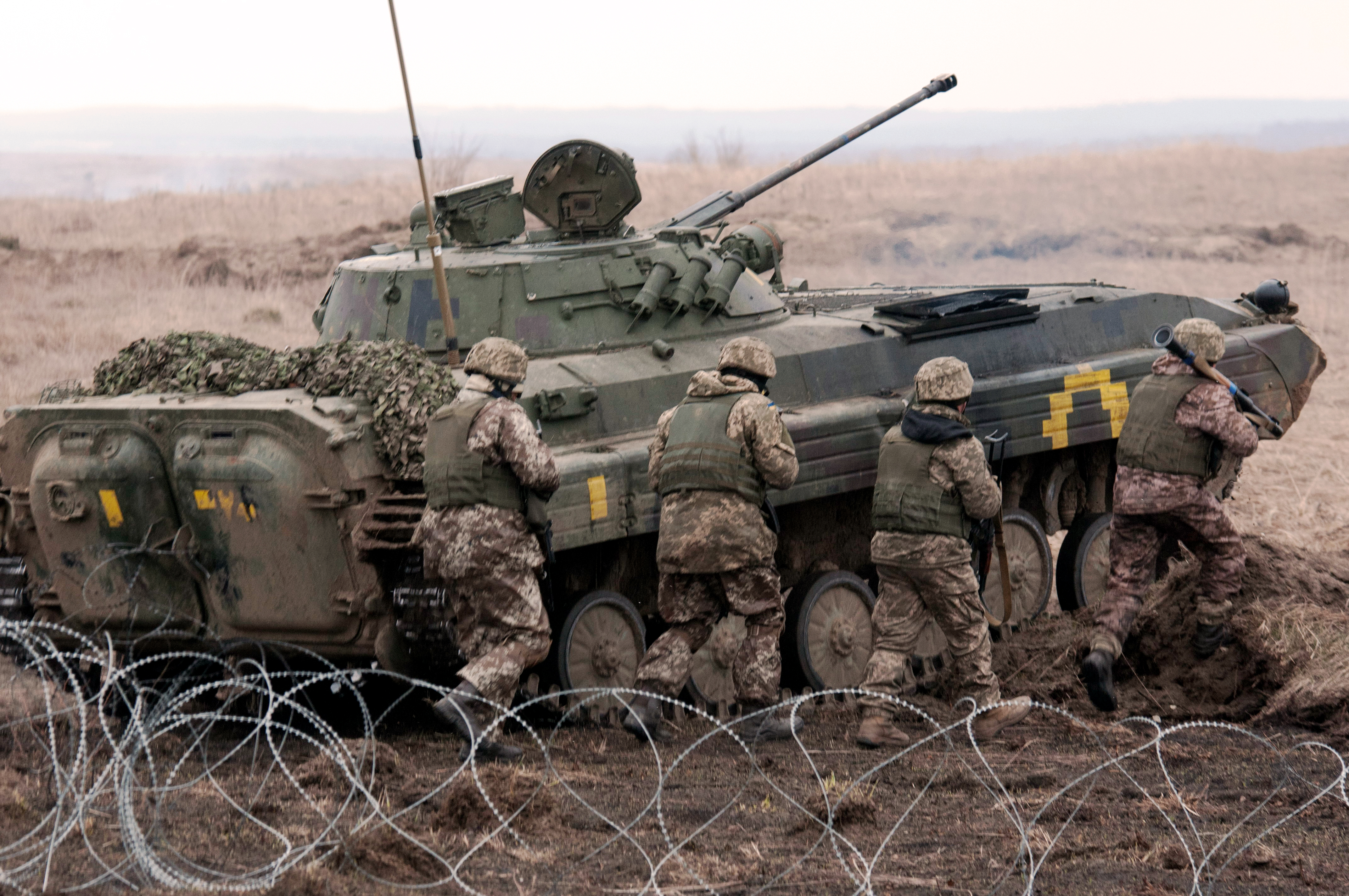
جنود أوكران يُجرون تدريبات على تكتيكات الأسلحة المشتركة باستخدام مركبة المشاة القتالية بي إم بي-٢

## الدول المستخدمة
- الاتحاد السوفيتي، (24000 مدرعة)[4]
- روسيا، (12200 مدرعة)
- إيران، (1500 مدرعة)
- أوكرانيا، (1460 مدرعة)
- بيلاروس، (1278 مدرعة)
- الهند، (700 مدرعة)
- تركمانستان، (538 مدرعة)
- تشيكوسلوفاكيا، (279 مدرعة)
- الكويت، (245 مدرعة)
- الجزائر، (225 مدرعة)[5]
- العراق، (200 مدرعة)
- جمهورية التشيك، (200 مدرعة)
- أفغانستان، (150 مدرعة)
- فيتنام، (150 مدرعة)
- قرغيزستان، (101 مدرعة)
- سوريا، (100 مدرعة)
- اليمن، (100 مدرعة)
- كازاخستان، (100 مدرعة)
- أوزبكستان، (97 مدرعة)
- سلوفاكيا، (93 مدرعة)
- أبخازيا ، (80 مدرعة)[6]
- أنغولا، (65 مدرعة)[7]
- بولندا (62 مدرعة)
- أذربيجان، (53 مدرعة)
- جورجيا، (40 مدرعة)
- الأردن، (35 مدرعة)
- أوغندا، (31 مدرعة)
- أرمينيا، (30 مدرعة)
- طاجيكستان، (25 مدرعة)
- ألمانيا الشرقية، (24 مدرعة)
- ألمانيا/الغربية، (20 مدرعة)
- فنلندا، (20 مدرعة)
- توغو، (20 مدرعة)
- ألبانيا، (13 مدرعة)
- مقدونيا، (11 مدرعة)
- إندونيسيا، (9 مدرعات)
- السودان، (6 مدرعات)
- سريلانكا، (4 مدرعات)
- ساحل العاج، (2 مدرعات)
- ليبيا، (غير معروف)
- بلغاريا، (غير معروف)